# Niphon Seikaly
Niphon Seikaly est représentant du patriarcat orthodoxe d'Antioche en Russie depuis 1977. Il a été élevé en 2014 au rang de métropolite honoraire (de Chahba) par le saint-synode d'Antioche. Il est né en 1941 à Zahlé.

## Distinctions
- Ordre de l'Amitié (Russie, 2 août 2007)[1]